# Укілікиз
Укіліки́з (каз. Үкіліқыз) — село у складі Кокпектинського району Абайської області Казахстану. Входить до складу сільського округу імені Койгельди Аухадієва.
Населення — 206 осіб (2021; 294 у 2009, 331 у 1999, 391 у 1989).
Національний склад станом на 1989 рік:
- росіяни — 70 %

Станом на 1989 рік село називалося Воздвиженка.